# إيزامو ماسودا
إيزامو ماسودا (باليابانية: 増田勇؛ بالكانا: ますだ いさむ) هو طبيب الجلد ‏ ياباني، ولد في 25 ديسمبر 1872 في محافظة آوموري في اليابان، وتوفي في 10 مارس 1945.